# Żana Todorowa
Żana Todorowa (ur. 6 stycznia 1997) – bułgarska siatkarka, reprezentantka kraju, grająca na pozycji libero.

## Sukcesy klubowe
Mistrzostwo Bułgarii:
- 2015, 2016, 2017, 2018, 2019, 2020, 2021, 2024[2], 2025[3]
- 2014

Puchar Bułgarii:
- 2015, 2017, 2018, 2019, 2021, 2024[4], 2025[5]

Superpuchar Ukrainy:
- 2021

Puchar Ukrainy:
- 2022[6]

## Sukcesy reprezentacyjne
Mistrzostwa Świata U-23:
- 2017

Liga Europejska:
- 2018, 2021

## Nagrody indywidualne
- 2015: Najlepsza libero Mistrzostwa Świata Juniorek
- 2017: Najlepsza libero Mistrzostw Świata U-23
- 2021: MVP Ligi Europejskiej